# Виноградов, Николай Николаевич (историк)
Николай Николаевич Виногра́дов (10 ноября, 1876, село Чмутово, Галичский уезд, Костромская губерния, Российская империя — 8 ноября 1938, Сандармох, Медвежьегорский район, Карельская АССР, РСФСР, СССР) — русский и советский историк, этнограф, фольклорист.

## Биография
Родился в семье сельского священника. По национальности русский.
После окончания в 1896 году Костромской духовной семинарии, в 1897—1902 годах работал учителем церковно-приходской школы в Костромском уезде, занимался сбором диалектологического и фольклорного материала.
С августа 1902 года в течение года был секретарем у академика А. Н. Пыпина, занимался сбором предметов для музея императора Александра III.
В 1905 году поступил на славяно-русское отделение Петербургского университета. Одновременно служил секретарём отделения этнографии при Русском географическом обществе, редактором журнала «Живая старина».
В 1909 году был уличен в краже предметов из фондов музея, был вынужден оставить университет, уехать в Кострому, где был чиновником особых поручений при костромском губернаторе П. П. Шиловском, участвовал в организации Романовского музея в Костроме.
В 1916—1918 годах учился на историческом факультете Московского университета, принимал участие в работе Общества любителей антропологии и этнографии, печатал научные работы в «Известиях Отделения русского языка и словесности Академии Наук».
В 1918 году, после Октябрьской революции, вернулся в Костромской уезд, принял сан священника.
После сложения сана, работал корреспондентом газеты «Красный мир», выпускал газету «Борона».
В 1925 году был арестован за кражи из государственных архивов и музеев и отправлен в Соловецкий лагерь особого назначения. В 1928 году был освобождён и зачислен вольнонаёмным сотрудником на должность учёного секретаря Соловецкого общества краеведения. Исследовал Соловецкие лабиринты, участвовал в создании музея Соловецкого общества краеведения.
С 1932 года — старший научный сотрудник Карельского научно-исследовательского института, заведующий питомником заповедника «Кивач».
Арестован 20 октября 1937 года. Приговорён тройкой НКВД Карельской АССР 28 декабря 1937 по статье 58-10-11 УК РСФСР к высшей мере наказания — расстрелу. Расстрелян 8 января 1938 года в Сандармохе.
Реабилитирован в 1963 году.

## Сочинения
- Материалы по истории, археологии, этнографии и статистики Костромской губернии / подгот. для печ. Николай Виноградов. — Кострома, 1912—1915. — 5 т.
- Галивонские Алеманы. Условный язык галичан (Костромской губернии)
- Обозрение христианских древностей Музея СОК (деревянная Андреевская церковь). — Соловки: издание Бюро печати УСЛОН, 1927. — 131 с.
- Соловецкие лабиринты: Их происхождение и место в ряду однородных доисторических памятников. — Соловки: издание Бюро печати УСЛОН, 1927. — 176 с.
- Новые лабиринты Соловецкого архипелага: Лабиринт Б. Заяцкого острова — Соловки: издание Бюро печати УСЛОН, 1927. — 41 с.
- Фольклор Карелии (1838—1917): библиографический указатель. — Петрозаводск, 1937
- Политические ссыльные Карелии: словарь.
- Политическая ссылка в Олонецком крае.